# Oressina
L'oressina (anche chiamata ipocretina) è un neurotrasmettitore importante nella regolazione del ritmo sonno-veglia e dell'appetito.
La forma più comune di narcolessia, in cui si riduce rapidamente il tono muscolare (cataplessia), è causata dall'assenza di oressina nel cervello, per via della distruzione delle cellule che la producono.
Il cervello contiene poche cellule che producono oressina. In un cervello umano, circa 10.000-20.000 neuroni nell'ipotalamo. Tuttavia questi neuroni proiettano in tutto il cervello e il midollo spinale, dove ci sono anche i recettori per l'oressina.
L'oressina è stata scoperta nel 1998, quasi contemporaneamente da due gruppi indipendenti di ricercatori che svolgevano studi su cervello di topo.
Alcuni la chiamano oressina, dal greco orexis, che significa "appetito", altrimenti denominata da altri ipocretina, perché è prodotta nell'ipotalamo e ha una lieve analogia con la secretina, un ormone che si trova nell'intestino. La comunità scientifica non ha ancora adottato ufficialmente una delle due denominazioni.

## Isoforme
Ci sono due tipi di oressina: l'oressina-A e - B (ipocretina-1 e-2 ). Sono ormoni neuropeptidici eccitatori con circa il 50% di omologia di sequenza, in quanto prodotte mediante clivaggio di una singola proteina precursore. L'oressina-A è composta di 33 aminoacidi e possiede un legame disolfuro intracatenario; l'oressina-B è una catena polipeptidica di 28 aminoacidi. Gli studi suggeriscono che l'oressina-A può essere di maggiore importanza biologica dell'oressina-B. Sebbene questi peptidi siano prodotti da una piccola frazione di cellule nell'ipotalamo laterale e posteriore, inviano proiezioni in tutto il cervello. L'oressina lega due recettori per le oressine, appartenenti alla classe dei recettori accoppiati a proteine G: OX1 e OX2. In particolare l'oressina-A lega con approssimativamente stessa validità i due recettori, invece l'oressina-B lega principalmente il recettore OX2, 5 volte di più rispetto a quanto leghi il recettore OX1.
Le oressine sono peptidi altamente conservati, si ritrovano infatti in tutte le principali classi di vertebrati.

## Funzione
Il sistema delle oressine è stato inizialmente proposto fosse principalmente coinvolto nella stimolazione del senso di fame, basandosi sulla constatazione che la somministrazione di oressina-A aumenta l'assunzione di cibo. Inoltre stimola la veglia e il dispendio di energia.
L'orexina regola il ritmo sonno-veglia.
Una riduzione della melatonina induce un aumento della della orexina e della grelina, portando ad una maggiore fame il giorno successivo.

### Nei topi
Secondo uno studio condotto sui topi, il consumo moderato di dolci attiva la produzione cerebrale di orexina, ormone che contrasta l'iperglicemia che porta all'attivazione del metabolismo del glucosio nei muscoli, e non nel tessuto adiposo, determinando una riduzione del glucosio nel sangue.
I recettori dell'orexina sono espressi nel sistema nervoso centrale, nel pancreas e nel tessuto adiposo. Fino al 2015 la loro funzione fisiologica era pressoché sconosciuta. L'orexina A nei topi, dopo l'apporto di un carico di glucosio, diminuiva la glicemia, aumentando i livelli plasmatici di insulina e diminuendo quelli di glucagone.
La deficienza di orexina ha profonde implicazioni nella regolazione dell'energia e nel metabolismo del glucosio, più marcata nei maschi che nelle femmine. I fegati dei topi con tale deficienza sono significativamente più larghi, pesanti e ricchi di tessuto adiposo di quelli dei topi selvatici. I primi sono caratterizzati da un aumento del peso corporeo e della massa grassa. Anche l'omeostasi del glucosio è compromessa in assenza di orexina, poiché la tolleranza al glucosio e la secrezione di insulina sono ridotte e la sensibilità all'insulina è leggermente diminuita.
I neuroni dell'orexina/ipocretina (HON) nell'ipotalamo si comportano come dei sensori del glucosio la cui risposta si regola con alcuni minuti di anticipo rispetto ai picchi glicemici. La risposta dei neuroni HON minuto per minuto non è proporzionale al glucosio nel sangue, ma ne segue il gradiente, generando così efficienti adattamenti neurali in previsione delle deviazioni massime del glucosio.
La perdita del 15% del peso e una settimana di restrizione calorica sono stati in grado di modificare la sensitività e il grado di inibizione da parte del glucosio sui neuroni dell'orexina/ipocretina (inibiti dal glucosio) nell'ipotalamo. 
La restrizione calorica aumenta la segnalazione del glutammato sui neuroni dopaminergici del mesencefalo. L'ipocretina/orexina media gli effetti della restrizione calorica sui neuroni della dopamina e sull'alimentazione. Il glucosio e la grelina regolano i neuroni dell'orexina/ipocretina tramite la protein chinasi A.
L'iniezione di orexina-A nell'ipotalamo ventromediale (VMH) di topi o ratti aumenta l'assorbimento del glucosio e la sintesi di glicogeno indotti dall'insulina nel muscolo scheletrico, ma non nel tessuto adiposo bianco, attivando il sistema nervoso simpatico. I neuroni dell'orexina sono attivati dalla degustazione condizionata di dolci ed eccitano direttamente i neuroni VMH, aumentando così il metabolismo del glucosio muscolare e la sua sensibilità all'insulina. L'orexina e il suo recettore nel VMH svolgono quindi un ruolo chiave nella regolazione del metabolismo del glucosio muscolare associato a un comportamento altamente  motivato, attivando i nervi simpatici muscolari e la segnalazione β2-adrenergica.